# 张家庄镇
张家庄镇，是中华人民共和国河北省石家庄市藁城区下辖的一个乡镇级行政单位。
张家庄镇位于藁城市西北部，东南距藁城市治20公里。东与南孟镇为邻，南与九门回族乡接壤，西与正定县搭界，北与增村镇相连，横跨正深路，纵贯机场路，南距石黄高速公路7公里、307国道石德铁路8公里，地理位置优越，交通条件便利，集市贸易发达，蛋禽养殖为全镇支柱产业，蛋鸡存栏常年维持在400万只左右，是中国北方最大的禽蛋集散地。2001年，全镇土地总面积47.4平方公里，总耕地面积5.47万亩，辖17个行政村，总人口5.31万人。

## 行政区划
张家庄镇政府驻南龙宫村，邮编052161。
张家庄镇下辖以下地区：
赵庄村、李家庄村、蔡家岗村、三丘村、鲍家庄村、南贾同村、北贾同村、南龙宫村、北龙宫村、张家庄村、大丰化村、小丰化村、小慈邑村、北小屯村、西蒲城村、北蒲城村和东蒲城村。